# Ю (буква древнепермского алфавита)
Ю (𐍳, коми ю) — дополнительная буква древнепермского алфавита, использовавшегося для записи языка коми и в качестве тайнописи старорусского языка.

## Использование
Буква 𐍳 использовалась в Лепехинских текстах в значении кириллической буквы ю, в прочих собственно древнепермских текстах вместо неё употреблялась вэр. 𐍳 соответствует кириллической букве У у (после мягких согласных) в алфавите Молодцова и букве Ю ю в современном алфавите. В русских тайнописных текстах также соответствует ю.

## Порядковый номер в алфавите
В списках древнепермского алфавита буква 𐍳 отсутствует. В. И. Лыткин относит 𐍳 к дополнительным буквам, использующимся преимущественно в русских заимствованиях, и условно помещает её в конец алфавита, на тридцать третью позицию.

## Название
В. И. Лыткин условно называет эту букву ю по аналогии с кириллической. Такое же название (англ. yu) буква имеет и в Юникоде.

## Начертание
В русских тайнописных текстах имеет начертание, образованное от букв ио (𐍙𐍩) по аналогии с кириллической буквой, в прочих же она построена как лигатура иу (𐍙𐍣).

## Кодировка
Буква была закодирована в блоке Юникода «Древнепермское письмо» (англ. Old Permic) в версии 7.0, вышедшей 16 июня 2014 года, под кодом U+10373.